# Castellonet de la Conquesta
Castellonet de la Conquesta (em valenciano e oficialmente) ou Castellonet (em castelhano) é um município da Espanha na província de Valência, Comunidade Valenciana. Tem 5,4 km² de área e em 2021 tinha 139 habitantes (densidade: 25,7 hab./km²).

## Demografia
| Variação demográfica do município entre 1991 e 2004 | Variação demográfica do município entre 1991 e 2004 | Variação demográfica do município entre 1991 e 2004 | Variação demográfica do município entre 1991 e 2004 |
| --------------------------------------------------- | --------------------------------------------------- | --------------------------------------------------- | --------------------------------------------------- |
| 1991                                                | 1996                                                | 2001                                                | 2004                                                |
| 89                                                  | 144                                                 | 139                                                 | 172                                                 |